# Iwan Iwanowitsch Laschetschnikow

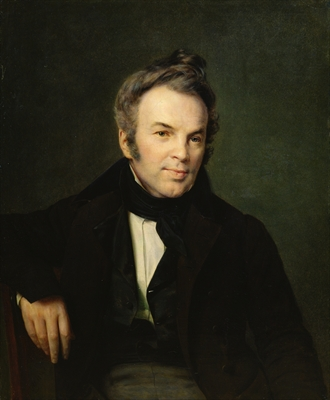
Porträt von Iwan Laschetschnikow von 1834. Öl auf Leinwand (Besitz: Puschkin-Museum, St. Petersburg)

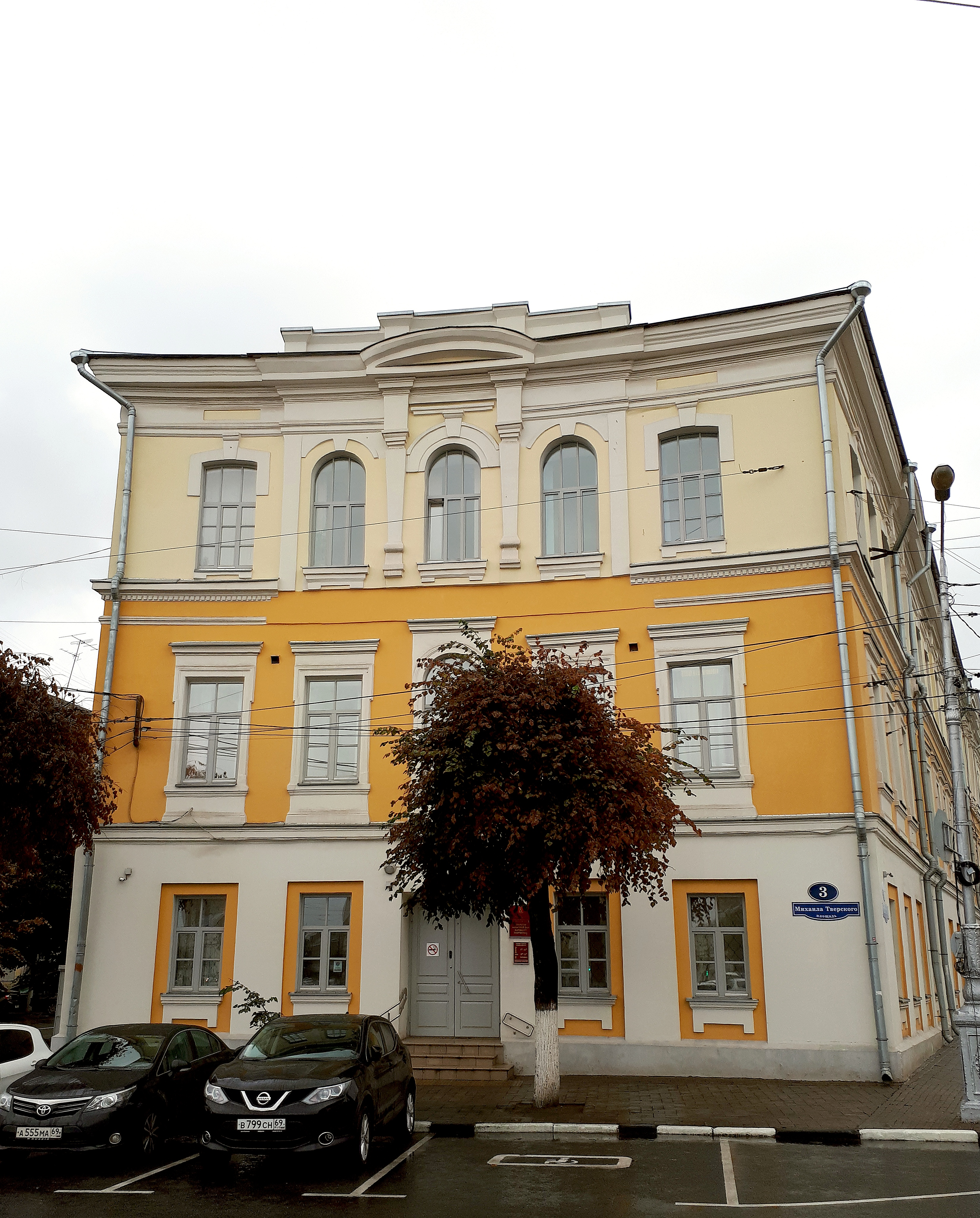
In diesem Haus in Twer (heutige Adressa Sowjetskaja ulica = Sowjetstraße 42) wohnte und arbeitete Laschetschnikow von seinem Wiedereintritt in den Staatsdienst 1831 bis zum Jahr 1837

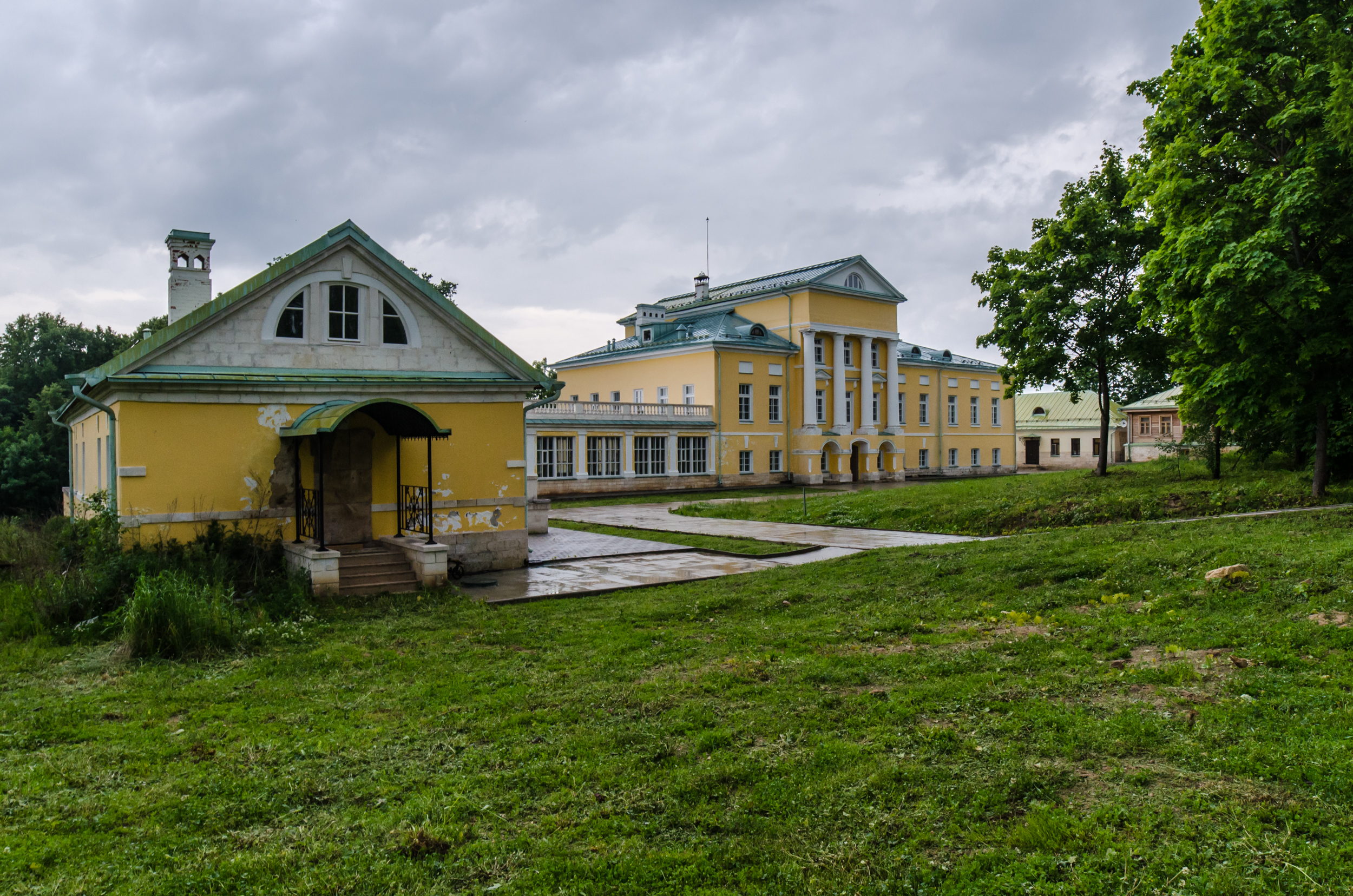
Laschetschnikows Landsitz in Konoplino, heute Residenz des Gouverneurs von Twer

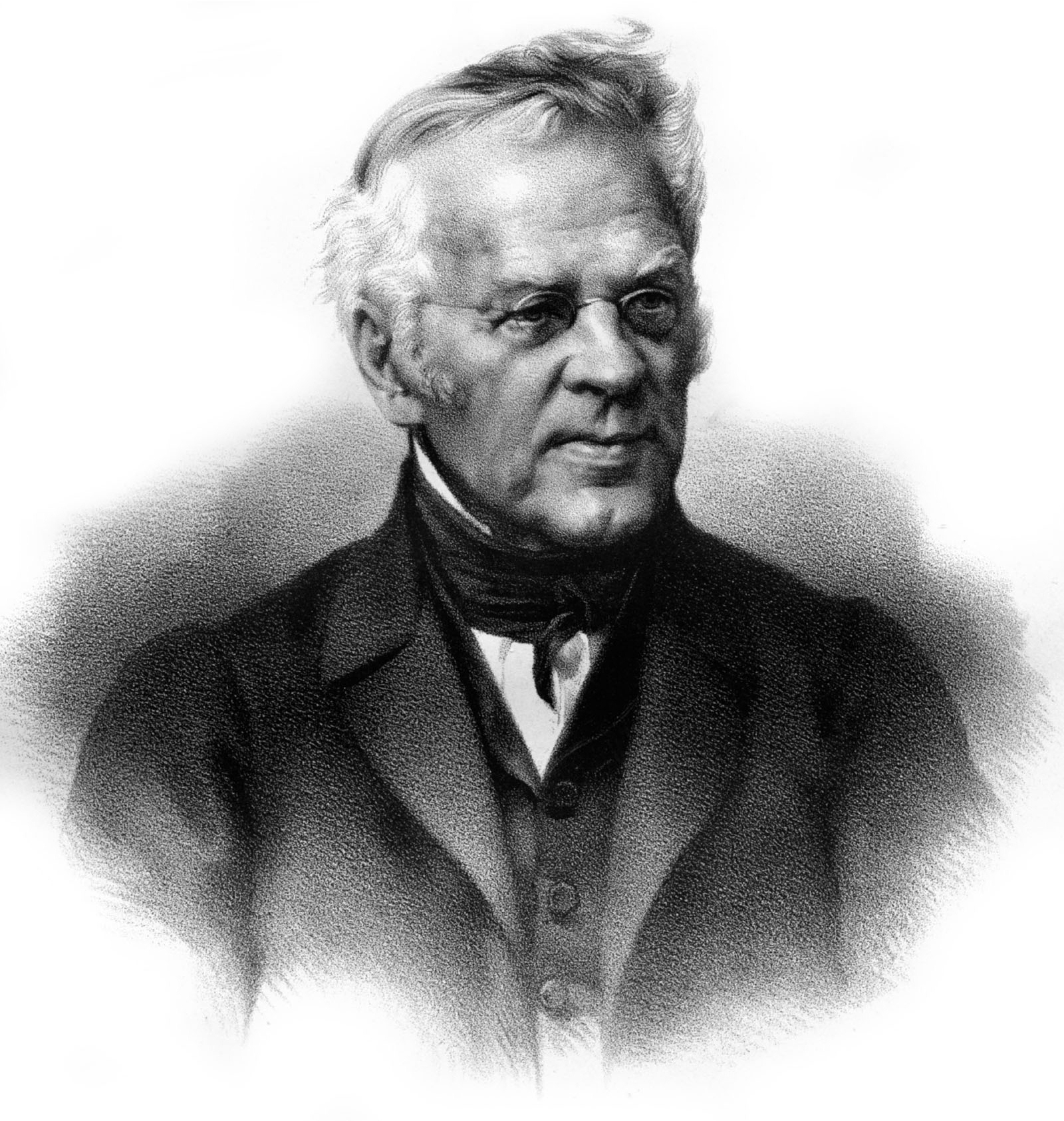
Iwan Laschetschnikow im Jahre 1869

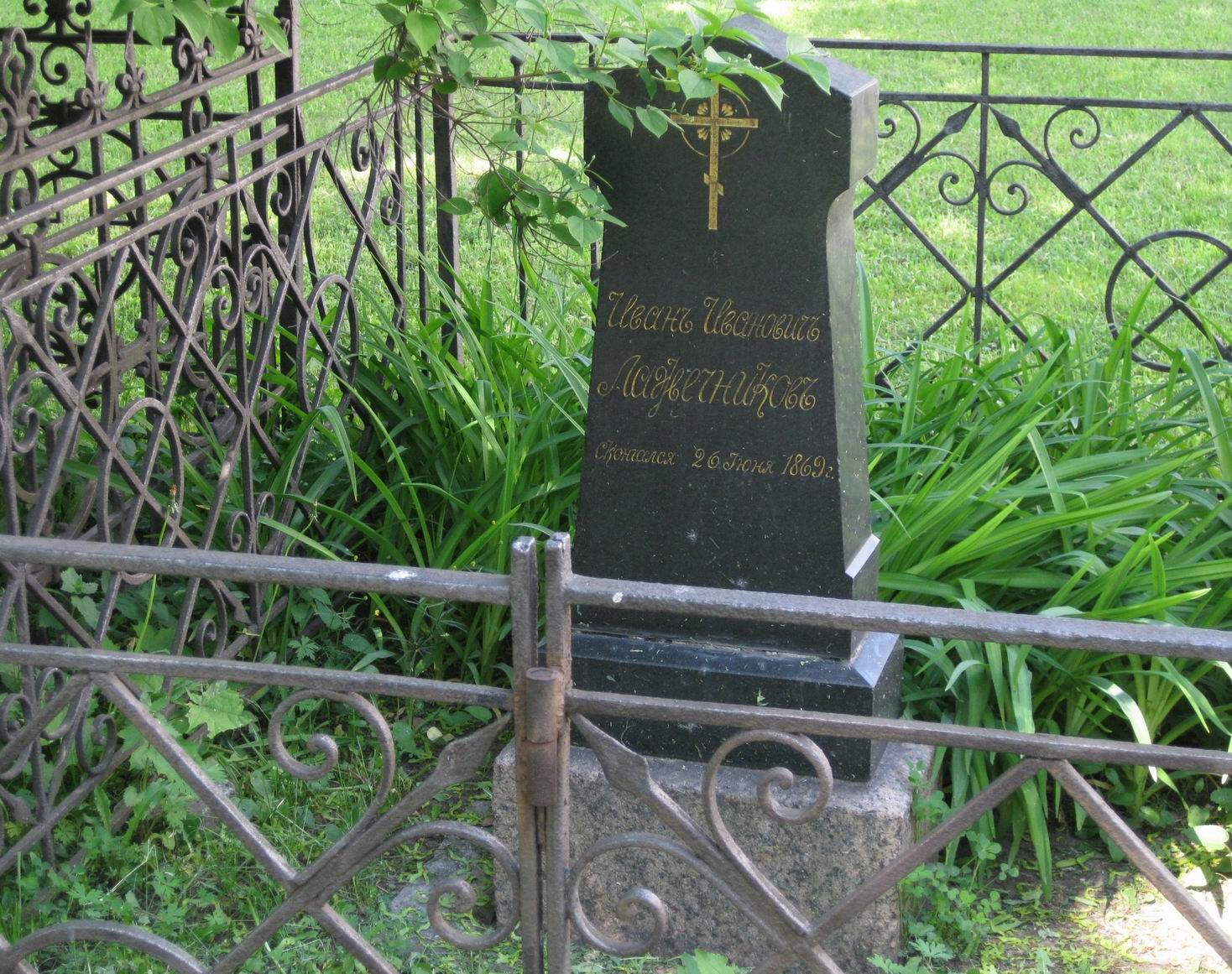
Grabmal Laschetschnikows auf dem Gelände des Jungfrauenklosters in Moskau

Iwan Iwanowitsch Laschetschnikow (wissenschaftliche Transkription: Ivan Ivanovič Lažečnikov, russische Originalschreibung nach moderner Orthografie: Иван Иванович Лажечников; * 25. September [= nach modernem Gregorianischem Kalender 14. Oktober] 1792 in Kolomna; † 8. Juli [= 26. Juli] 1869 in Moskau) war ein russischer Schriftsteller und einer der Begründer des historischen Romans in Russland.

## Biografie
Laschetschnikow entstammt einer reichen Kaufmannsfamilie im Gebiet Kolomna. Sein Vater hat ein ansehnliches Anwesen mit Gutsbetrieb namens Kriwjakino erworben und aufgebaut, auf dem L. seine Kindheit verbrachte. Unter Zar Paul I wurde der Vater inhaftiert und des größten Teils seiner Besitztümer beraubt.
Im Alter von 12 Jahren trat L. als Übersetzer in das Archiv des Außenministeriums in Moskau ein, danach in selbiger Funktion in die Kanzlei des Generalgouverneurs für das Gouvernement Moskau. Während dieser Zeit, und durch seine Tätigkeit im Außenministerium befördert, hörte u. a. Vorlesungen bei dem Sprachwissenschaftler, Übersetzer und Beförderer der Almanachliteratur und Literaturbesprechung im Russischen Reich Peter Wasiljewitsch Pobedonoszew und bei dem Dichter, Übersetzer aus dem Italienischen und Professor der Moskauer Universität Alexei Fjodorowitsch Mersljakow.
1812 schloss er sich – gegen den Widerstand der Familie – einer „Partisanengruppe“ zur Verteidigung Russlands gegen die Napoleonischen Truppen an. Im Jahre 1814 verließ er, nachdem er vorher zum Adjutanten eines gräflichen Offiziers (Graf Osterman-Tolstoi) geworden war, die Armee.
1819 wurde er Schulrat des Gouvernement Pensa. Während seiner Amtszeit wurde unter anderem 1823 das Gymnasium in Tschembar (heute Belinski), an dem der bedeutende russische Literaturkritiker und Publizist Wissarion Grigorjewitsch Belinski seine Hochschulreife erlangte, begründet. Ab 1823 ging er in selber Position bei zusätzlicher Übernahme des Direktorats eines Gymnasiums nach Kasan.
1826 wurde er Privatier und begann für das Projekt, einen ersten historischen Roman zu schreiben, Material zu sammeln. U.a. zu diesem Zweck unternahm er eine längere Reise nach Livland. Nach erneuter Tätigkeit für den Grafen Osterman-Tolstoi als Verwalter trat er 1831 wieder in den Staatsdienst ein und wurde Schulrat des Gouvernements Twer. Nachdem er zunächst bis 1837 in der Stadt gewohnt und gearbeitet hatte, erwarb er sich später einen Landsitz in Konoplino, auf dem er dann die meiste Zeit wohnte. Der ehemalige Landsitz Konoplino dient heute als Residenz des Gouverneurs von Twer.
Nachdem er bereits 1833 zum Hofrat (7. Rang in der Rangfolge im Russischen Imperium) ernannt wurde, war er zwischen 1843 und 1854 Vize-Gouverneur von Twer. 1851 hatte er sich zum Staatsrat (5. Rang in der Rangfolge im Russischen Imperium) hinaufgedient.
Laschetschnikow verbrachte die letzten Jahre seines Lebens in Moskau und wurde dort 1869 auch auf dem Gelände des Jungfrauenklosters begraben.

## Literarisches Schaffen
Bereits im Alter von 15 Jahren reichte Lachetschnikow einen Aufsatz mit dem Titel Meine Gedanken beim Westnik Jewropy ein, der im Dezemberheft von Band 36.1807 erschien.
Sein erster großer Roman, der u. a. auf seiner Reise nach Livland 1827 beruhte, erschien unter dem Titel Poslednij Novik (»Der letzte Neu(einberufen)e«) in vier Teilen zwischen 1831 und 1833 in St. Petersburg. Der Roman hat eine Vielzahl von Helden und eine ziemlich verworrene Handlung. Jedoch durchzieht den Roman eine immer wiederkehrende Idee – die Liebe zur Heimat und der Ruhm des sehr idealisierten Zaren Peter des Großen. Es gibt mehrere Handlungsstränge, die erzählen von: Adolf und Gustav Trautfetter und beider Onkel Baron Führenhof; Reinhold Patkula und seine Rache an Karl XII von Schweden; die vaterlandsliebende Diplomatin Baronin Amalia Sägevold und ihre Tochter Louise; Peter I und sein Kampf mit Karl XII; schließlich über Katharina Rabe, ihren Verlobten Zeugmeister Wulf und ihren zweiten Vater, Pfarrer Ernst Glück. Die Hauptperson des Romans ist Wladimir (Voldemar), der den titelgebenden Spitznamen »Der letzte neu in die Armee Einberufene« trägt. Er ist der uneheliche Sohn der Zarin Sophia Aleksejewna und ihres Sohnes Prinz Wassili Golitzyn. Wladimir wurde als Baby aus Russland gebracht, nun erkämpft er sich als Erwachsener seine Rückkehr dorthin mit allen Mitteln. Nicht weniger interessant ist das Schicksal von Katharina Rabe, die spätere Kaiserin Katharina I. Der Roman wurde trotz der zum Teil verworrenen Handlung auch viel gelobt. Eine deutsche Übersetzung erschien 1852 unter dem Titel Die Eroberung Livlands unter Peter dem Großen (Katz, Dessau 1852).
Sein erster großer Roman Der Eispalast (Ledjanoj dom) erschien 1835 in Moskau. Die Handlung des Romans spielt Ende 1739 – Anfang 1740 in St. Petersburg. Der verheiratete Kabinettsminister Artjemi Petrowitsch Wolynskoi verliebt sich in die moldauische Prinzessin Marioritza Lelemiko, die ihrerseits Geliebte der Prinzessin Anna Ijoannovna war und, was niemand weiß, von einer Zigeunerin abstammt. Gleichzeitig kämpft er mit dem allmächtigen Günstling und Geliebten der Zarin namens Ernst Johann Biron. Intrigen und Schicksalsschläge zerstören jedoch zuerst Marioritza, dann ihre Mutter – die Zigeunerin Mariula – und schließlich Wolynskoi. Dessen von ihm schwangere Frau Natalja Andrejewna bringt nach dem Tod ihres Mannes einen Sohn zur Welt und kehrt aus dem Exil nach Petersburg zurück. Das Eishaus stürzte ein und die überlebenden Bewohner des Eises werden zu Grabe getragen. Der Roman weist Elemente des Schauerromans sowie gleichzeitig der Romantik auf. Eine deutsche Übersetzung des Romans erschien 1859 unter dem Titel Der Eispalast : historischer Roman aus der Mitte des achtzehnten Jahrhunderts bei Hartleben in Pest, Wien & Leipzig.
1837 schrieb er auf seinem Landsitz in Konoplino seinen zweiten großen historischen Roman Basurman (Der Ungläubige). Der Roman erschien 1838 in Moskau. Eine deutsche Übersetzung folgte bereits 1852 unter dem Titel Die Eroberung Livlands unter Peter dem Großen (Katz, Dessau 1852). Die Handlung spielt während der Herrschaft von Iwan III. dem Großen, dem Großfürsten von Moskau, der durch Erwerbungen und Eroberungen ein einheitliches Russisches Reich schuf und zugleich erfolgreich die jahrhundertelange mongolische Herrschaft abschütteln konnte. Für den Aufbau eines großen Russischen Reiches lädt er auch ausländische Handwerker und Studierte zur Immigration nach Russland ein. Unter diesen befinden sich der Architekt und Ingenieur Aristotele Fioravanti und der von seinem Bruder erzogene Arzt Anton Ehrenstein. Dieser hatte zuvor in Italien die Renaissance aufblühen sehen, dabei Leonardo da Vinci getroffen, der ihn auch auf einem Gemälde festhielt. Da er in Moskau wiederholt berichtet (u. a. über eine fast gänzlich aus steinernen Gebäuden errichtete Städte und eine hoch entwickelte Kunst), sehen die Einheimischen, die in einem noch gänzlich aus Holz erbauten Moskau leben, aufgrund ihres eigenen Unglaubens in die berichteten Zustände in ihm einen Ungläubigen (»Basurman«). Der Arzt verliebt sich in Anastasia, eine Bojarentochter. Durch zahlreiche Intrigen, in die neben Höflingen und Verwaltungsbeamten auch die Familie eines tatarischen Prinzen verwickelt ist, werden die edlen Ambitionen und die Liebe des Arztes zu Anastasia im Laufe der Handlung zerstört. Der fromme Athanasius Nikitin kann dem Arzt nicht helfen.